# Franz Gundaker von Colloredo-Mansfeld
Franz de Paula Gundaker von Colloredo-Mansfeld (Vienna, 8 novembre 1802 – Gräfenberg, 28 maggio 1852) è stato un militare e nobile austriaco.

## Biografia

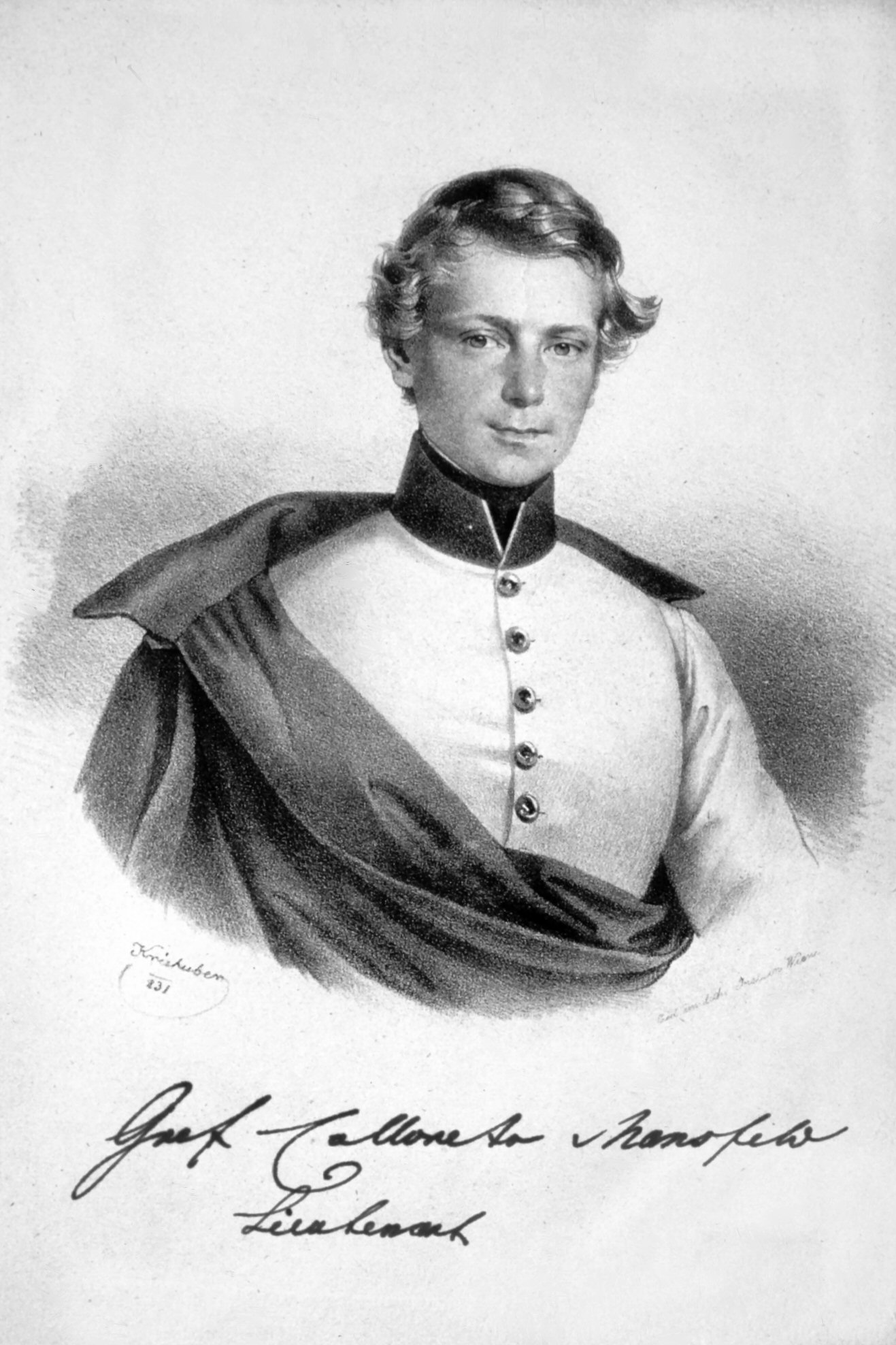
Il giovane principe di Colloredo-Mansfeld

Franz de Paula Gundaker era figlio del generale Hieronymus von Colloredo-Mansfeld e di sua moglie, Wilhelmina von Waldstein und Wartenberg. Studiò a Praga sino al 1819 e poi a Vienna, dove entrò in contatto con diverse associazioni studentesche dell'epoca.
Ispirato dal padre, intraprese la carriera militare nell'esercito imperiale austriaco nel 1824 con una carriera velocissima che lo portò in pochi anni a raggiungere il grado di feldmaresciallo luogotenente. Prestò servizio nel Regno Lombardo-Veneto, ove collaborò con Eduard Clam-Gallas che in seguito divenne suo cognato. Divenuto colonnello nel 1º battaglione cacciatori nel 1838, nel 1848 aveva già raggiunto il grado di maggiore generale, ottenendo dapprima il comando di una brigata a Trieste e quindi divenendo comandante della fortezza di Theresienstadt. Da quella posizione prese parte alla repressione della rivolta di Praga del 1848 e guidò successivamente la sua brigata alla difesa di Vienna. Nel 1848 e sino al 1849, fu impegnato nella rivoluzione ungherese, distinguendosi nella battaglia di Kápolna e quindi guidò una divisione sulla Grande Isola di Schütt durante l'assedio di Komorn (settembre 1849). Nel 1850 ottenne la nomina a proprietario del 36º reggimento di fanteria e ricevette il comando supremo del II corpo d'armata.
Nel 1843, alla morte senza eredi di suo zio Rudolph Joseph, venne chiamato a succedergli quale quarto principe della sua casata; come suo primo atto, ad ogni modo, decise di lasciare in usufrutto al cugino Joseph i feudi di Dobrzisch e Sierndorf, mantenendo invece per sé le signorie allodiali di Grunberg e Dappau. Come suo zio fu gran priore ereditario dell’Ordine di Santo Stefano di Toscana per la Lunigiana.
Morì a Gräfenberg nel 1852 e, dal momento che dal suo matrimonio era nata una sola figlia femmina, venne succeduto dal cugino di primo grado Joseph Franz.

## Matrimonio e figli
Il 25 settembre 1825, Franz Gundaker sposò a Milano la contessa Cristiana von Clam-Gallas (1801-1886), dama di palazzo e dell'Ordine della Croce Stellata, figlia del conte Christian Christoph Clam-Gallas e di sua moglie, Josephine von Clary und Aldringen. Da questa unione nacque una sola figlia:
- Wilhelmina (1826-1898), sposò il principe Vinzenz von Auersperg

## Ascendenza
|                                                |                                             |                                                  | Genitori                                   |  |  | Nonni |  |  | Bisnonni                             |  |  | Trisnonni                        |  |
|                                                |                                             |                                                  |                                            |  |  |       |  |  | Rudolph Joseph von Colloredo-Waldsee |  |  | Hieronymus von Colloredo-Waldsee |  |
|                                                |                                             |                                                  |                                            |  |  |       |  |  | Rudolph Joseph von Colloredo-Waldsee |  |  | Hieronymus von Colloredo-Waldsee |  |
|                                                |                                             | Felicita Kinsky von Wchinitz und Tettau          |                                            |  |  |       |  |  | Rudolph Joseph von Colloredo-Waldsee |  |  |                                  |  |
| Franz de Paula Gundaker von Colloredo-Mansfeld |                                             |                                                  |                                            |  |  |       |  |  | Rudolph Joseph von Colloredo-Waldsee |  |  |                                  |  |
|                                                |                                             | Maria Gabriella von Starhemberg                  | Gundakar Thomas von Starhemberg            |  |  |       |  |  |                                      |  |  |                                  |  |
|                                                |                                             | Maria Gabriella von Starhemberg                  | Gundakar Thomas von Starhemberg            |  |  |       |  |  |                                      |  |  |                                  |  |
|                                                |                                             | Maria Gabriella von Starhemberg                  | Maria Josepha Joerger zu Tollet            |  |  |       |  |  |                                      |  |  |                                  |  |
| Hieronymus von Colloredo-Mansfeld              |                                             | Maria Gabriella von Starhemberg                  |                                            |  |  |       |  |  |                                      |  |  |                                  |  |
|                                                |                                             | Heinrich Franz von Mansfeld                      | Bruno von Mansfeld                         |  |  |       |  |  |                                      |  |  |                                  |  |
|                                                |                                             | Heinrich Franz von Mansfeld                      | Bruno von Mansfeld                         |  |  |       |  |  |                                      |  |  |                                  |  |
|                                                |                                             | Heinrich Franz von Mansfeld                      | Maria Magdalena von Toerring               |  |  |       |  |  |                                      |  |  |                                  |  |
| Maria Isabella von Mansfeld                    |                                             | Heinrich Franz von Mansfeld                      |                                            |  |  |       |  |  |                                      |  |  |                                  |  |
|                                                |                                             | Marie Louise d'Aspremont                         | Charles d'Aspremont                        |  |  |       |  |  |                                      |  |  |                                  |  |
|                                                |                                             | Marie Louise d'Aspremont                         | Charles d'Aspremont                        |  |  |       |  |  |                                      |  |  |                                  |  |
|                                                |                                             | Marie Louise d'Aspremont                         | Marie Françoise de Mailly                  |  |  |       |  |  |                                      |  |  |                                  |  |
| Franz Gundaker von Colloredo-Mansfeld          |                                             | Marie Louise d'Aspremont                         |                                            |  |  |       |  |  |                                      |  |  |                                  |  |
|                                                | Franz de Paula von Waldstein und Wartenberg | Franz Johann Joseph von Waldstein und Wartenberg |                                            |  |  |       |  |  |                                      |  |  |                                  |  |
|                                                | Franz de Paula von Waldstein und Wartenberg | Franz Johann Joseph von Waldstein und Wartenberg |                                            |  |  |       |  |  |                                      |  |  |                                  |  |
|                                                | Franz de Paula von Waldstein und Wartenberg | Maria Markéta Czernin von Chudenitz              |                                            |  |  |       |  |  |                                      |  |  |                                  |  |
| Georg Christian von Waldstein und Wartenberg   | Franz de Paula von Waldstein und Wartenberg |                                                  |                                            |  |  |       |  |  |                                      |  |  |                                  |  |
|                                                |                                             | Maria Josepha von Trauttmansdorff-Weinsberg      | Franz Wenzel von Trauttmansdorff-Weinsberg |  |  |       |  |  |                                      |  |  |                                  |  |
|                                                |                                             | Maria Josepha von Trauttmansdorff-Weinsberg      | Franz Wenzel von Trauttmansdorff-Weinsberg |  |  |       |  |  |                                      |  |  |                                  |  |
|                                                |                                             | Maria Josepha von Trauttmansdorff-Weinsberg      | Maria Eleonora von Kaunitz                 |  |  |       |  |  |                                      |  |  |                                  |  |
| Wilhelmina von Waldstein und Wartenberg        |                                             | Maria Josepha von Trauttmansdorff-Weinsberg      |                                            |  |  |       |  |  |                                      |  |  |                                  |  |
|                                                |                                             | Corfitz Anton Ulfeldt                            | Leo Ulfeldt                                |  |  |       |  |  |                                      |  |  |                                  |  |
|                                                |                                             | Corfitz Anton Ulfeldt                            | Leo Ulfeldt                                |  |  |       |  |  |                                      |  |  |                                  |  |
|                                                |                                             | Corfitz Anton Ulfeldt                            | Anna Maria von Sinzendorf                  |  |  |       |  |  |                                      |  |  |                                  |  |
| Elizabeth von Ulfeldt                          |                                             | Corfitz Anton Ulfeldt                            |                                            |  |  |       |  |  |                                      |  |  |                                  |  |
|                                                |                                             | Maria Elisabeth Lobkowicz                        | Philipp Hyazinth Lobkowicz                 |  |  |       |  |  |                                      |  |  |                                  |  |
|                                                |                                             | Maria Elisabeth Lobkowicz                        | Philipp Hyazinth Lobkowicz                 |  |  |       |  |  |                                      |  |  |                                  |  |
|                                                |                                             | Maria Elisabeth Lobkowicz                        | Anna Maria Wilhelmine von Althann          |  |  |       |  |  |                                      |  |  |                                  |  |
|                                                |                                             | Maria Elisabeth Lobkowicz                        |                                            |  |  |       |  |  |                                      |  |  |                                  |  |